# Târgu Bujor
Târgu Bujor ist eine Stadt im Kreis Galați in der Westmoldau in Rumänien.

## Lage
Târgu Bujor liegt im südlichen Teil der Moldau-Hochebene (Podișul Moldovei) am Zufluss des Baches Bujoru in den Fluss Chineja. An der Kreisstraße (Drum județean) DJ242, acht Kilometer östlich der Nationalstraße 24D, befindet sich die Kleinstadt etwa 50 Kilometer nördlich der Kreishauptstadt Galați.

## Geschichte
Die ältesten archäologischen Funde stammen von ca. 12.000 v. Chr. Târgu Bujor wurde 1844 erstmals urkundlich als Markt erwähnt. 1968 erfolgte die Ernennung zur Stadt.
Die wichtigsten Erwerbszweige sind die Landwirtschaft (insbesondere Weinbau) und die Lebensmittelverarbeitung.

## Bevölkerung
1930 hatte Târgu Bujor etwa 4000 Einwohner, darunter etwa 150 Juden. Bei der Volkszählung 2002 wurden 7486 Menschen registriert, darunter etwa 5100 in der eigentlichen Stadt, die übrigen in den beiden eingemeindeten Ortschaften. 7265 waren Rumänen und 221 Roma. Von den 6299 registrierten Einwohnern der Kleinstadt waren 5790 Rumänen, 270 Roma, zwei bezeichneten sich als Magyaren und restliche machten keine Angaben zu deren Zugehörigkeit.

## Verkehr
Târgu Bujor liegt an der Bahnstrecke von Galați nach Bârlad. In beide Richtungen verkehren derzeit (2009) täglich ca. drei Züge täglich. Dazu fahren regelmäßig Busse nach Galați.

## Sehenswürdigkeiten
- Historisch-ethnografisches Museum
- See Trei stejari
- Kirche (1896)

## Geboren in Târgu Bujor
- Eremia Grigorescu (1863–1919), rumänischer General und Verteidigungsminister, geboren im heute nicht mehr offiziellen Stadtteil Golășei.[3]
- Grigore Hagiu (1933–1985), Dichter der antiproletaristischen Generation und des Paradoxismus.[3]